# Blauvac
Blauvac (en francès Blauvac) és un municipi francès situat al departament de la Valclusa i a la regió de Provença – Alps – Costa Blava.

## Fills il·lustres
- Georges Hugon (1904-1980) compositor musical que passà els últims anys de la seva vida en aquest poblet.

## Demografia
| 1962                                       | 1968 | 1975 | 1982 | 1990 | 1999 | 2006 |
| ------------------------------------------ | ---- | ---- | ---- | ---- | ---- | ---- |
| 198                                        | 198  | 215  | 228  | 274  | 337  | 425  |
| Des de 1962: població sense dobles comptes |      |      |      |      |      |      |

## Administració
| Període   | Identitat   | Partit |
| --------- | ----------- | ------ |
| 1989-1995 | Robert Jean | PS     |
| 1995-     | Max Raspail | PS     |